# Mengenverband
In der Mathematik ist ein Mengenverband ein Grundbegriff der Maßtheorie und der Verbandstheorie. Er bezeichnet ein nicht leeres Mengensystem, das vereinigungs- und durchschnittsstabil ist.
Felix Hausdorff nannte aufgrund „einer ungefähren Analogie“ zur algebraischen Struktur eines Ringes in der algebraischen Zahlentheorie einen Mengenverband „Ring“. Unter einem Ring versteht man heute in der Maßtheorie jedoch einen speziellen Mengenverband, weil dieser in einem engen Zusammenhang zu einem Ring im Sinne der Algebra steht – im Unterschied zu einem allgemeinen Mengenverband.

## Definition
Sei {\displaystyle \Omega } eine beliebige Menge. Ein System {\displaystyle {\mathcal {V}}} von Teilmengen von {\displaystyle \Omega } heißt ein Mengenverband oder Verband über {\displaystyle \Omega }, wenn folgende Eigenschaften erfüllt sind:
1. {\displaystyle {\mathcal {V}}\neq \emptyset } ({\displaystyle {\mathcal {V}}} ist nicht leer).
2. {\displaystyle A,B\in {\mathcal {V}}\Rightarrow A\cup B\in {\mathcal {V}}} (Stabilität/Abgeschlossenheit bezüglich Vereinigung).
3. {\displaystyle A,B\in {\mathcal {V}}\Rightarrow A\cap B\in {\mathcal {V}}} (Stabilität/Abgeschlossenheit bezüglich Durchschnitt).

## Beispiele
- Über jeder beliebigen Menge {\displaystyle \Omega } ist mit {\displaystyle \{A\},A\subseteq \Omega ,} ein kleinster und mit der Potenzmenge {\displaystyle {\mathcal {P}}(\Omega )} der größte mögliche Mengenverband gegeben.
- Jede σ-Algebra ist ein Mengenverband (aber nicht jeder Mengenverband ist eine σ-Algebra).

## Eigenschaften
- Aus der Vereinigungs- sowie Durchschnittsstabilität folgt jeweils induktiv, dass auch jede nicht leere, endliche Vereinigung und jeder nicht leere, endliche Durchschnitt von Elementen des Mengenverbandes {\displaystyle {\mathcal {V}}} in ihm enthalten ist, d. h. für alle {\displaystyle n\in \mathbb {N} } gilt:

{\displaystyle A_{1},\dots ,A_{n}\in {\mathcal {V}}\Rightarrow A_{1}\cup \dots \cup A_{n}\in {\mathcal {V}}} und {\displaystyle A_{1}\cap \dots \cap A_{n}\in {\mathcal {V}}.}

## Äquivalente Definitionen
Wenn {\displaystyle {\mathcal {V}}} ein System von Teilmengen von {\displaystyle \Omega } ist, dann sind folgende Aussagen äquivalent:
- {\displaystyle {\mathcal {V}}} ist ein Mengenverband.
- {\displaystyle ({\mathcal {V}},\cup )} und {\displaystyle ({\mathcal {V}},\cap )} sind Halbverbände im Sinne der Algebra.
- {\displaystyle ({\mathcal {V}},\cup ,\cap )} ist ein Verband im Sinne der Algebra.
- {\displaystyle ({\mathcal {V}},\cup ,\cap )} ist ein distributiver Verband im Sinne der Algebra.
- {\displaystyle ({\mathcal {V}},\cup ,\cap )} ist ein idempotenter kommutativer Halbring im Sinne der Algebra.[2]
- {\displaystyle ({\mathcal {V}},\cup ,\cap )} ist ein Halbring im Sinne der Algebra.

## Verwandte Strukturen
- Ein Mengenring ist ein Mengenverband, der zusätzlich differenzstabil ist.
- Eine Mengenalgebra ist ein Mengenverband, der sogar komplementstabil ist. Mengenalgebren sind spezielle Mengenringe.